# Diergeneesmiddelen
Onder diergeneesmiddelen wordt verstaan alle producten met een diergeneeskundige claim en/of substantie(s) bedoeld om fysiologische functies te verbeteren door een farmacologisch, immunologisch of metabolisch effect op het dierlijk lichaam. Voordat een diergeneesmiddel op de markt kan worden gebracht, moet het worden geregistreerd. Registratie van diergeneesmiddelen in Europa is geharmoniseerd op basis van Europese regelgeving. Dat houdt in dat in alle lidstaten van de Europese Unie (EU) dezelfde regels gelden ten aanzien van de beoordeling van diergeneesmiddelen alvorens deze worden geregistreerd en op de markt mogen worden gebracht.
Om een registratie te krijgen levert de producent een dossier in bij de bevoegde autoriteit met gegevens over het diergeneesmiddel betreffende:
- de farmaceutische kwaliteit (samenstelling, zuiverheid);
- de werkzaamheid;
- de veiligheid voor het doeldier, de mens en het milieu.

Registratie kan op drie verschillende niveaus plaatsvinden:
- nationaal: het diergeneesmiddel wordt in één EU-land geregistreerd bij het registratiebureau van dat land en ook alleen in dat land worden verkocht. In Nederland is het registratiebureau het College ter Beoordeling van Geneesmiddelen (CBG-MEB).
- decentraal: dit is de procedure van wederzijdse erkenning, die moet worden gevolgd als een middel in meer dan één EU-land op de markt wordt gebracht. Dat betekent dat als een diergeneesmiddel via deze procedure is geregistreerd in een van de EU-landen, het eenvoudiger in de andere landen kan worden geregistreerd en worden verkocht, zonder dat telkens een hele nieuwe registratieprocedure moet worden gevolgd. Het komt er op neer dat het land waar de registratieaanvraag wordt ingediend, de beoordeling van het land waar het middel al is geregistreerd dient te erkennen. Alleen indien bezwaren bestaan op grond van volksgezondheidsaspecten, kan een Europese arbitrage worden aangevraagd, gecoördineerd door het Europees Geneesmiddelenbureau (EMA) in Amsterdam.
- centraal: voor bepaalde diergeneesmiddelen bestaat de mogelijkheid centraal voor Europa te registreren. Dat betekent dat een registratieaanvraag moet worden ingediend bij het EMA. Als het middel wordt geregistreerd, dan kan het diergeneesmiddel in alle lidstaten worden verkocht.

Naast het vereiste van een voorafgaande goedkeuring voordat een diergeneesmiddel op de markt mag worden gebracht (de registratie), regelt de wetgeving ook de distributie van diergeneesmiddelen. Er bestaat een zogenaamde kanalisatieregeling, die bepaalt of een diergeneesmiddel aan eindgebruikers op basis van een diergeneeskundig voorschrift (recept) van de dierenarts moet worden verstrekt en of aflevering dient plaats te vinden door de dierenarts of openbare apotheker, of ook door een houder van een afleververgunning in het vrije verkoopkanaal mag worden verkocht.
De wet kent 4 soorten kanalisatieregimes:
- UDD: diergeneesmiddelen die alleen door de dierenarts zelf moeten worden verstrekt en toegediend;
- UDA: diergeneesmiddelen die alleen op recept van een dierenarts mogen worden verstrekt en door de dierenarts zelf of door een openbare apotheker mogen worden afgeleverd;
- URA: diergeneesmiddelen die alleen op recept van een dierenarts mogen worden verstrekt en door de dierenarts zelf, een openbare apotheker of een houder van een afleververgunning van gekanaliseerde middelen mogen worden afgeleverd;
- VRIJ: diergeneesmiddelen die zonder recept mogen worden verstrekt en afgeleverd door de dierenarts, openbare apotheker of een houder van een afleververgunning.

Als in Nederland geen toegelaten diergeneesmiddel voor de diersoort en aandoening beschikbaar is, mag een dierenarts gebruik maken van de cascade-artikelen (8A.1 en 8A.2 van het Besluit Diergeneesmiddelen). Dit mag alleen in uitzonderlijke omstandigheden wanneer er sprake is van diergeneeskundige noodzaak.
Het CBG registreert de mogelijke bijwerkingen van diergeneesmiddelen.